# Kryptokokální meningitida
Kryptokokální meningitida je zánět mozkových blan způsobený kvasinkou druhu Cryptococcus neoformans. U zdravého člověka se jedná o vzácné onemocnění, je ale častou oportunní infekcí u pacientů s AIDS, zvláště v Jihovýchodní Asii a v Africe. a v subsaharské Africe je příčinou smrti u 13–44% nemocných. Může se rozvinout také u pacientů se závažnou poruchou imunity jiného původu, například u pacientů s lymfomy či sarkoidózou, po dlouhodobé léčbě imunosupresivními látkami, jako jsou glukokortikoidy, nebo při diabetu.

## Klinické příznaky
Na rozdíl od bakteriální meningitidy se příznaky rozvíjejí pomalu, v průběhu několika dní nebo týdnů, choroba probíhá subakutně nebo chronicky. Bez léčby je kryptokokální meningitida vždy smrtelná, ale průběh může trvat i několik let. U pacientů s AIDS je i v rozvinutých zemích mortalita 10-30%.
Nejčastějším příznakem kryptokokální meningitidy je bolest hlavy, zmatenost, únava, změny osobnosti, zastřené vědomí a bezvědomí. Běžná je nevolnost a zvracení, často spojené se zvýšeným nitrolebečním tlakem, horečka je spíše vzácnějším symptomem, ovšem někteří HIV pozitivní pacienti mohou mít pouze zvýšenou teplotu a jinak jsou bez příznaků. Pozdní komplikací kryptokokové meningitidy může být hydrocefalus , který může vést k rozvinutí demence. Dle studií Nadviho a spol. z roku 2000 a Halla z roku 2000 lze dle efektu zevní komorové drenáže u projevu hydrocefalu vybrat skupinu nemocných kryptokokální meningitidou s hydrocefalickými projevy, kteří budou profitovat ze zavedení ventrikuloperitoneálního shuntu. 

## Diagnostika
Při zánětech mozkových blan obecně se vyšetřuje mozkomíšní mok; probíhá-li zánět, koncentrace glukózy je obvykle snížená, zatímco koncentrace celkové bílkoviny je zvýšená. Při kryptokokové meningitidě bývá počet bílých krvinek zvýšený nad 20/µl, s převahou lymfocytů. Ovšem na počátku onemocnění nebo u pacientů s AIDS může být mozkomíšní mok i bez nálezu.
Diagnózu potvrzuje tušový preparát z odstředěného mozkomíšního moku, kde jsou nalezen původce. Senzitivita je 25%-50%. Dále jsou k dispozici komerční testy pro detenci antigenů kryptokoků metodou latexové aglutinace nebo ELISA, z mozkomíšního moku je možno též provést kultivaci původce na Sabouraudově agaru s dextrózou. Z nepřímých metod je možno provést test na přítomnost protilátek v krvi či v mozkomíšním moku.

## Léčba
U pacientů s AIDS je potřeba agresivní terapie spočívající ve vysokých dávkách amfotericinu B v kombinaci s dalšími antimykotiky, flucytosinem a flukonazolem, s následným doživotním podáváním flukonazolu.